# Trichopilia brasiliensis
Trichopilia brasiliensis (лат.) — вид однодольных растений рода Trichopilia семейства Орхидные (Orchidaceae). Растение впервые описано в 1906 году бельгийским ботаником Селестеном Альфредом Коньо.

## Распространение, описание
Эндемик Бразилии, распространённый в штатах Пара, Мараньян, Мату-Гросу, Гояс и Эспириту-Санту. Произрастает на холмистых участках на высоте 200—1000 м.
Небольшое эпифитное растение. Псевдобульба почти цилиндрической формы, несущая один ланцетовидный лист жёлтовато-зелёного цвета. Соцветие с 3—5 цветками размером 1 см.

## Синонимика
Синонимичное название — Leucohyle brasiliensis (Cogn.) Schltr., предложенное в 1914 году.